# Bewegungskompensation
Als Bewegungskompensation wird in der Photogrammetrie und der technischen Fotografie die Kompensation jener Bewegungen verstanden, welche die aufgenommenen Objekte (bzw. die wichtigsten davon) gemeinsam haben. Bei fotografischen Aufnahmen kann dies zum Beispiel durch entsprechende Schwenkung der Kamera oder einen beweglichen Rahmen in der Filmebene erfolgen, bei Digitalkameras auch im Nachhinein durch Methoden der Bildverarbeitung.
Die älteste (und einfachste) derartige Methode ist die  "nachführbare" äquatoriale bzw. parallaktische Montierung von astronomischen Fernrohren bzw. von Astrografen. Die den scheinbaren Bewegungen der Sterne folgende Nachführung geschieht durch Drehen des optischen Systems um eine zum Himmelspol gerichtete Achse.
In der Satellitengeodäsie wird ähnliches seit den 1960ern durch mehrachsige Montierungen gemacht, die genähert der raschen Spur des künstlichen Erdsatelliten folgen (siehe auch Baker-Nunn-Kamera).
Neuere Techniken der Bewegungskompensation realisieren die Nachführung auch durch programmierte Nachführung der Filmbühne bzw. des CCD-Sensors – siehe auch Optischer Fluss.
In der Luftbildfotografie wird die Bewegungskompensation auch FMC (Forward Motion Compensation) genannt.